# Rourea pinnata
Rourea pinnata là một loài thực vật có hoa trong họ Connaraceae. Loài này được Elmer Drew Merrill miêu tả khoa học đầu tiên năm 1922 dưới danh pháp Sarcotheca pinnata. Năm 1968 Jan Frederik Veldkamp chuyển nó sang chi Rourea. The Plant List hiện tại coi nó là chưa dung giải được (unresolved), nhưng Plants of the World Online coi nó là loài hợp lệ.

## Phân bố
Loài này có tại đông bắc đảo Borneo (tại Batu Lima, gần Sandakan, bang Sabah, Malaysia).

## Mô tả
Dây leo thân gỗ, các cành con và cụm hoa thưa lông tơ. Các cành màu nâu, có sọc, nhẵn nhụi, đường kính khoảng 1 cm. Lá kép lông chim, dài tới 50 cm; lá chét 7, hình elip - hình trứng đến thuôn dài - hình elip, tựa giấy, kích thước 14-27 × 7-11 cm, gốc thuôn tròn hoặc phần gốc của các lá chét thấp nhất đôi khi hình tim không rõ nét, đỉnh nhọn hoắt, mặt trên xanh ô liu, nhẵn, bóng, mặt dưới hơi nhạt hơn, gân giữa và các gân khác màu ánh nâu; gân phụ 12-15 mỗi bên gân giữa, cong lên, rõ nét ở mặt dưới, không nối nhau nhưng nối trực tiếp vào các mép hơi giống sụn, các mắt lưới khác biệt, cuống lá chét 5-7 mm. Cụm hoa ở nách lá, dài 5-7 cm, dạng chùy hoa hẹp. Hoa dài khoảng 4 mm, màu trắng, cuống hoa 2-4 mm, có khớp nối. Lá đài 5, thuôn dài - hình trứng, nhọn hay đôi khi nhọn hoắt, màu nâu khi khô, có lông tơ. Cánh hoa từ hình elip đến thuôn dài - hình elip, tù, nhẵn nhụi, dài 3,5-4 mm. Nhị 10, chỉ nhị gần như rời, các nhị dài hơn có chiều dài tới 2,5 mm, xếp xen kẽ với các nhị ngắn hơn có chiều dài 1-1,5 mm. Bầu nhụy gồm 5 lá noãn thuôn dài có chiều dài khoảng 1,5 mm, hơi có lông tơ, hợp nhất phía dưới.

## Lưu ý
Danh pháp Roureopsis pinnata là một loài khác ở Perak, Malaysia bán đảo.